# II. třída okresu Opava
II. třída okresu Opava (okresní přebor II. třídy) patří společně s ostatními druhými třídami mezi osmé nejvyšší fotbalové soutěže v Česku. Je řízena Okresním fotbalovým svazem Opava. 
Hraje se každý rok od léta do jara se zimní přestávkou. Účastní se ji 14 týmů z okresu Opava, každý s každým hraje jednou na domácím hřišti a jednou na hřišti soupeře. Celkem se tedy hraje 26 kol. Vítězem se stává tým s nejvyšším počtem bodů v tabulce a postupuje do I. B třídy Moravskoslezského kraje – skupiny D. Poslední tým sestupuje do III. třídy okresu Opava. Do II. třídy vždy postupuje vítěz III. třídy.

## Vítězové
| Ročník     | Vítězný tým                       |
| ---------- | --------------------------------- |
| 1991/1992  | SK Bohuslavice                    |
| 1992/1993  | FK Kylešovice                     |
| 1993–2003  | ...                               |
| 2003/2004  | SK Strahovice                     |
| 2004/2005  | TJ Darkovice                      |
| 2005/2006  | Papírny Žimrovice                 |
| 2006/2007  | ...                               |
| 2007/2008  | TJ Sokol Kozmice                  |
| 2008/2009  | TJ Sokol Služovice                |
| 2009/2010  | FK Kylešovice                     |
| 2010/2011  | FK Kylešovice                     |
| 2011/2012  | TJ Vítkov                         |
| 2012/2013  | TJ Sokol Šilheřovice              |
| 2013/2014  | Papírny Žimrovice                 |
| 2014/2015  | SK Meteor Strahovice              |
| 2015/2016  | TJ Suché Lazce                    |
| 2016/2017  | TJ Slavia Malé Hoštice            |
| 2017/2018  | TJ Spartak Budišov nad Budišovkou |
| 2018/2019  | FK Slavia Opava                   |
| 2019/2020# | TJ Sokol Stěbořice                |
| 2020/2021# | TJ Sokol Stěbořice                |
| 2021/2022  | TJ Vřesina                        |
| 2022/2023  | TJ Tatran Štítina                 |
| 2023/2024  | TJ Sokol Koblov                   |
| 2024/2025  | TJ Vítkov                         |
| 2025/2026  |                                   |

Poznámky
- # - ročník nedohrán vinou pandemie CoVid-19, uvedené týmy v době přerušení soutěže vedly tabulku